# Диск Секкі

Диск Секкі.

Різновиди диску в роботі.

Диск Се́ккі — прилад для виміру прозорості води у водоймах. Являє собою білий диск діаметром 30 см, що на тросі опускають плазом у воду й зауважують глибину, на якій він перестає бути видимим. Ця глибина, виражена в метрах, приймається за міру прозорості води. Названий за іменем Анжело Секкі (італ. Angelo Secchi), який таким методом вимірював у 1865 році прозорість морської води.

## Інтернет-ресурси
- [Архівовано 19 липня 2012 у Wayback Machine.] Leszek Bledzki (Lead Author);Nidhi Nagabhatla (Topic Editor) "Secchi disk". In: Encyclopedia of Earth. Eds. Cutler J. Cleveland (Washington, D.C.: Environmental Information Coalition, National Council for Science and the Environment). [First published in the Encyclopedia of Earth October 15, 2009; Last revised Date October 5, 2010; Retrieved January 6, 2012 <http://www.eoearth.org/article/Secchi_disk [Архівовано 19 липня 2012 у Wayback Machine.]>
- Secchi Disk Transparency [Архівовано 7 січня 2014 у Wayback Machine.]